# تيرايفو

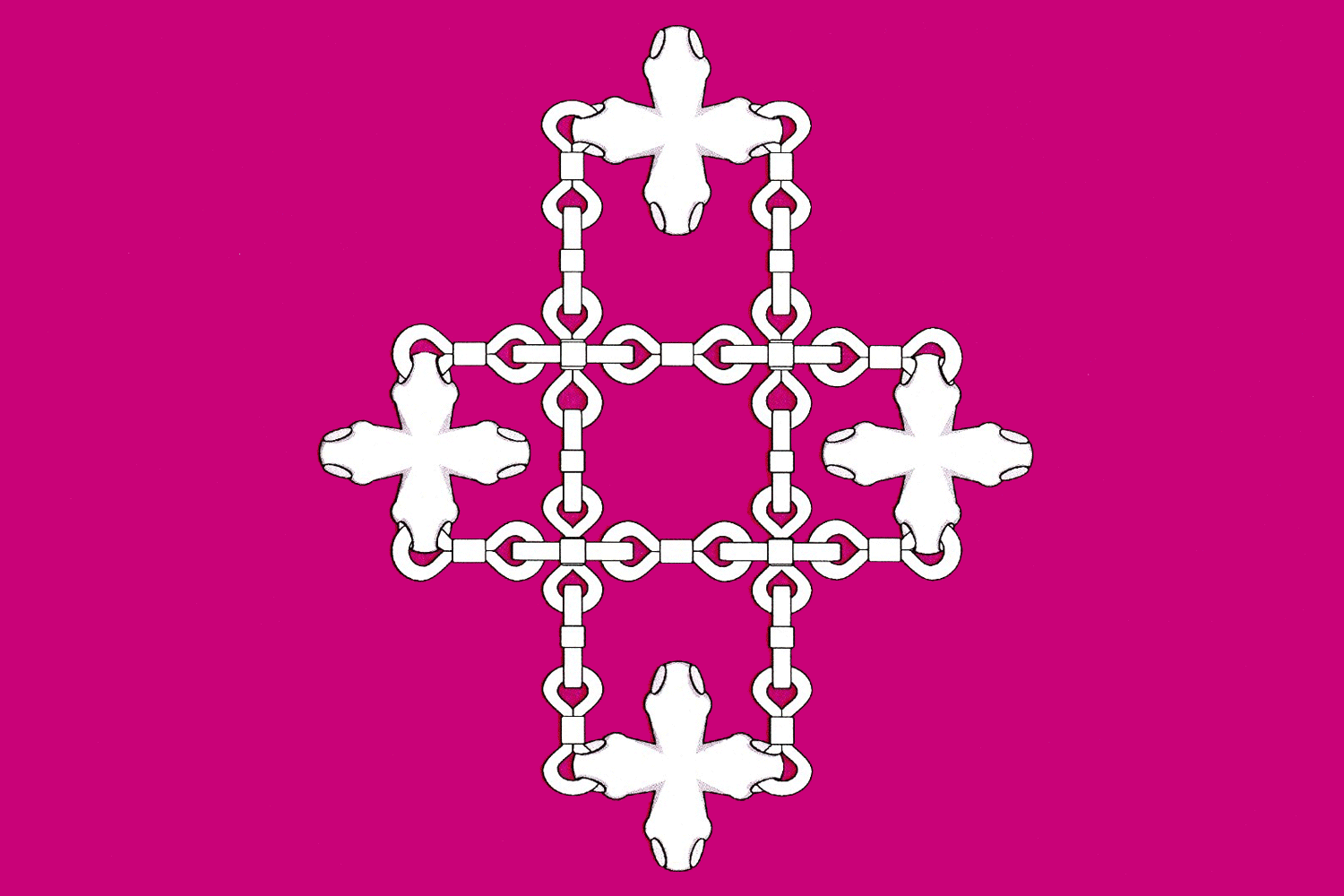

تيرايفو (بالروسية: Теряево) هي إحدى قرى روسيا في الكيان الفدرالي الروسي موسكو اوبلاست في فولوكولامسك رايون. يبلغ عدد سكانها 1376 نسمة (حسب إحصاء عام 2010). تقع على نهر بولشايا سيسترا.